# Muzeul Militar Național „Regele Ferdinand I“
Das Muzeul Militar Național „Regele Ferdinand I“ (deutsch Nationales Militärmuseum „König Ferdinand I“) ist ein Militärmuseum in Bukarest und wurde 1923 eröffnet.
Es befindet sich im Nordwesten der Innenstadt in der Nähe des Zentralen Militärischen Notfall-Universitätskrankenhauses mit dem Eingang in der Strada Mircea Vulcănescu.
Es zeigt eine große Zahl von Rüstungen, Schwertern, Uniformen, Flaggen und Waffen. Die Ausstellung deckt dabei die Militärtechnik vom Mittelalter bis in die Moderne ab.
Es gibt fünf öffentliche Gebäude und weitere fünf Verwaltungsgebäude, sowie vier größere Außenflächen, auf denen Objekte ausgestellt sind.

## Geschichte
Das Museum wurde 1923 nach seiner Gründung zur zentralen, nationalen Sammlung. Nach der Rückkehr auf den Thron von Prinz Carol II.  ins Land am 6. Juni 1930 bildeten sein für die Fahrt vom Flughafen in den Palast Cotroceni und ein von Ferdinand I. genutztes Fahrzeug des Ersten Weltkriegs die ersten Fahrzeuge in der Ausstellung. Diese wurde jedoch bei einem Brand im Jahr 1938 zerstört.
Während des Zweiten Weltkriegs wurde das öffentliche Interesse am Museum durch Propaganda und ausgestellte Beutefahrzeuge sowjetischer, amerikanischer und britischer Herkunft erhöht. Nach dem Einmarsch der sowjetischen Streitkräfte 1944 wurden diese Objekte von der sowjetischen Armee beschlagnahmt und entfernt.
Eine Wiederbelebung als Museum begann 1949, als viele außer Dienst gestellte Objekte in das Museum eingebracht wurden. 2006 erhielt das Muzeul Militar Național die Zusatzbezeichnung „Regele Ferdinand I“.

## Ausstellungsbereiche

### Allgemeine Militärgeschichte
Im Eingangsgebäude wird ein allgemeiner Überblick über die Militärgeschichte Rumäniens gegeben.
Es werden verschiedene Themenfelder behandelt:
- Prähistorischer Ausstellungsbereich
- Antike
- Mittelalter
- Moderne (19. und Anfang 20. Jahrhundert)
- Neuzeit und die persönlichen Gegenstände rumänischer Persönlichkeiten der Militärgeschichte

### Artillerie, Gepanzerte Fahrzeuge, Flugzeuge und Marinewaffen
Auf mehr als 2000 m² werden in diesem Sammlungsbereich mehr als 180 Objekte gezeigt, von denen vielen in Europa nur in dieser Sammlung zu finden sind. So finden sich Krupp-Geschütze aus der Zeit des Unabhängigkeitskrieges (1877–1878) und viele Objekte des Ersten Weltkriegs, des Zweiten Weltkrieges und der kommunistischen Ära. Die bedeutendsten Objekte sind wohl zwei Eisenbahngeschütze von Skoda, die von der rumänischen Armee 1919 erbeutet wurden.

### Schwere Skoda-Geschütze
Im Außenbereich werden seltene schwere Geschütze aus der Fertigung von Skoda präsentiert.

### Schwere Artillerie, Raketen und Radargerät
In diesem Bereich findet man beispielsweise eine schwere Flugabwehrkanone von Vickers oder auch ein Radargerät P20.

### Uniformen, Handwaffen, Flaggen, Auszeichnungen und Orden
Die Ausstellung der Uniformen zeigt im Rahmen von 1830 bis heute mehr als 100 Uniformen der rumänischen Streitkräfte. Besondere Ausstellungsstücke sind die Uniform von König Carol I. als Generalstabschef 1895 und eine Uniform von Ferdinand I. von 1924 als Feldmarschall.
Im Bereich der Handwaffen finden sich über 900 Exponate. Der Sammlungsumfang beginnt mit Hieb- und Stichwaffen und geht bis in den Bereich der automatischen Infanteriewaffen der Neuzeit.

### Königlicher Fuhrpark und Militärfahrzeuge
Die Ausstellung des königlichen Fuhrparks zeigt Fahrzeuge aus dem Zeitraum von 1866 bis 1947. Als Beispiel wird eine Kutsche von König Carol I., die in Düsseldorf gefertigt wurde, genannt.

### Geschichte der Luftfahrt
Die Ausstellung zur Luftfahrt Rumäniens beginnt mit einem 1:1-Nachbau des rumänischen Flugpioniers Traian Vuia, der in Frankreich 1906 eine Flughöhe von 12 m erreichte. Es sind einige Originale rumänischer Flugzeuge zu sehen, die teils in Lizenz von IAR Brașov gebaut wurden. Auch eine sowjetische SOJUS-40-Raumkapsel mit dem Raumanzug des rumänischen Kosmonauten Dumitru Prunariu, der 1981 an einer Mission teilnahm, ist ausgestellt.

### Moderne gepanzerte Fahrzeuge
Im Außenbereich des Museum finden sich zahlreiche Kampfpanzer und Panzerjäger der Neuzeit bis in die letzten Jahrzehnte. Ab 1949 erhielt das Museum zum zweiten Mal eine größere Anzahl an Fahrzeugen für die eigene Sammlung. Dazu gehörten ein Renault FT, ein Renault R-35 und ein Panzerjäger TACAM R-2.

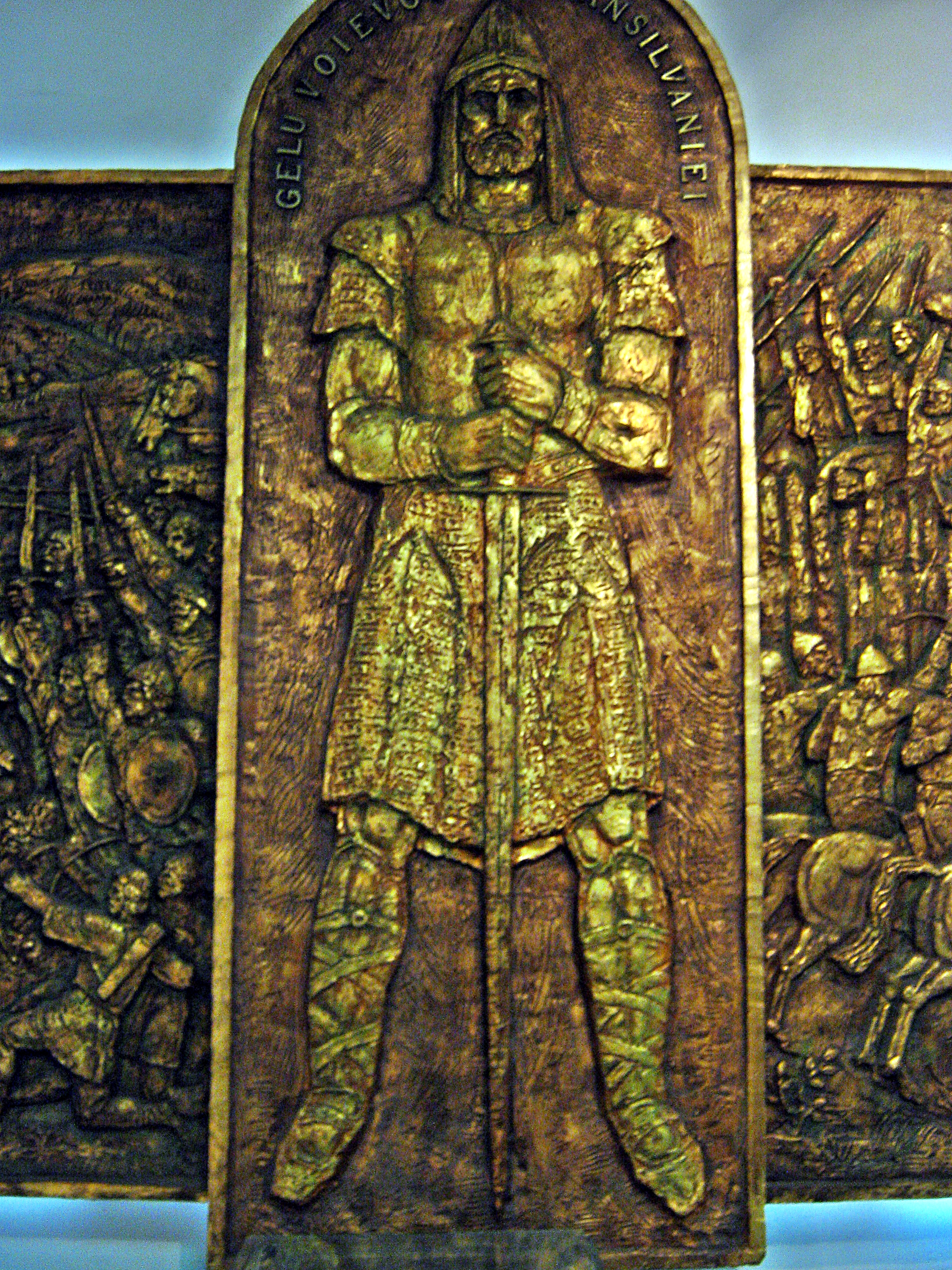
Gelou – Ritter des Mittelalters
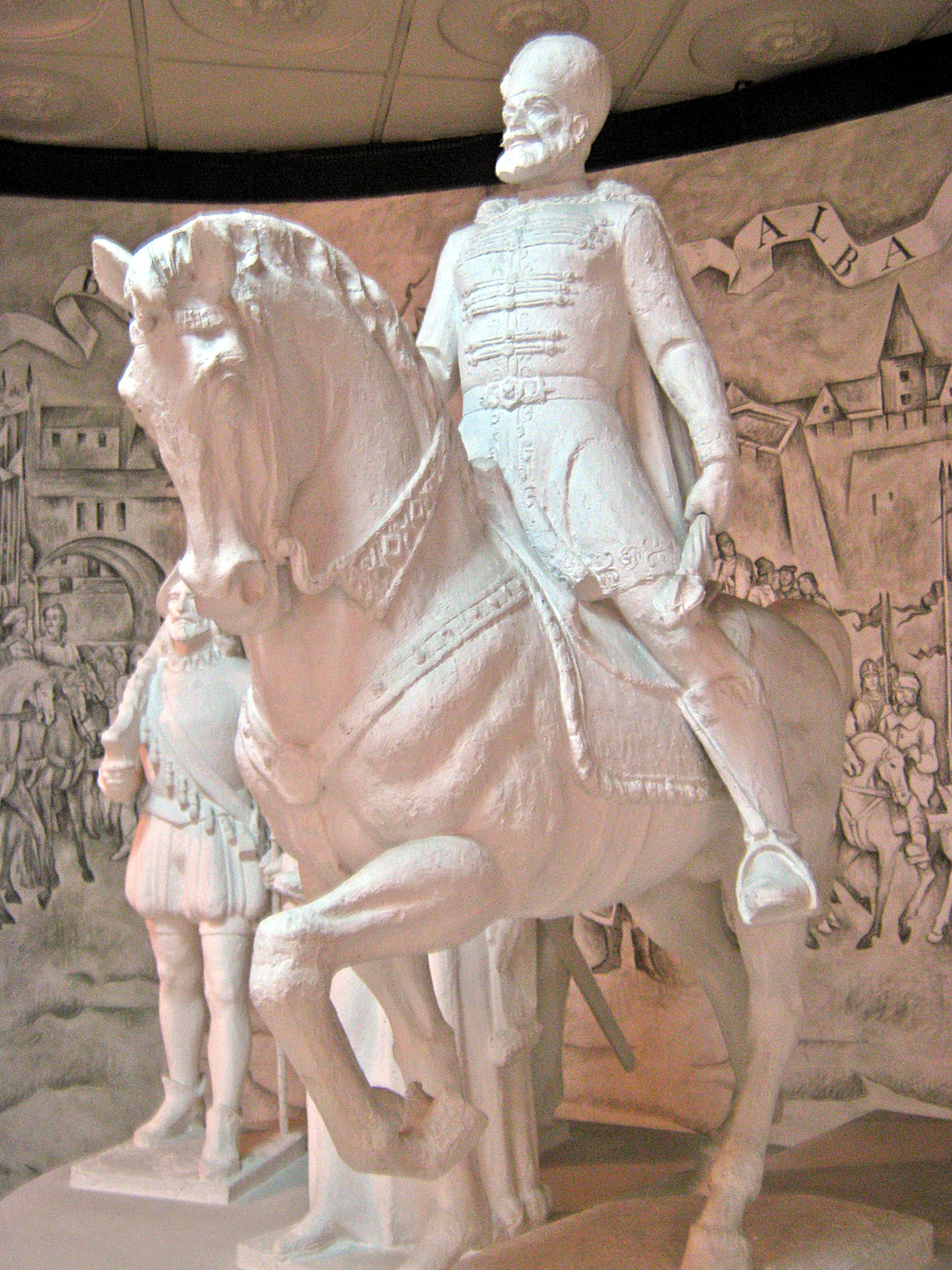
Mihai Viteazul als Reiterstatue
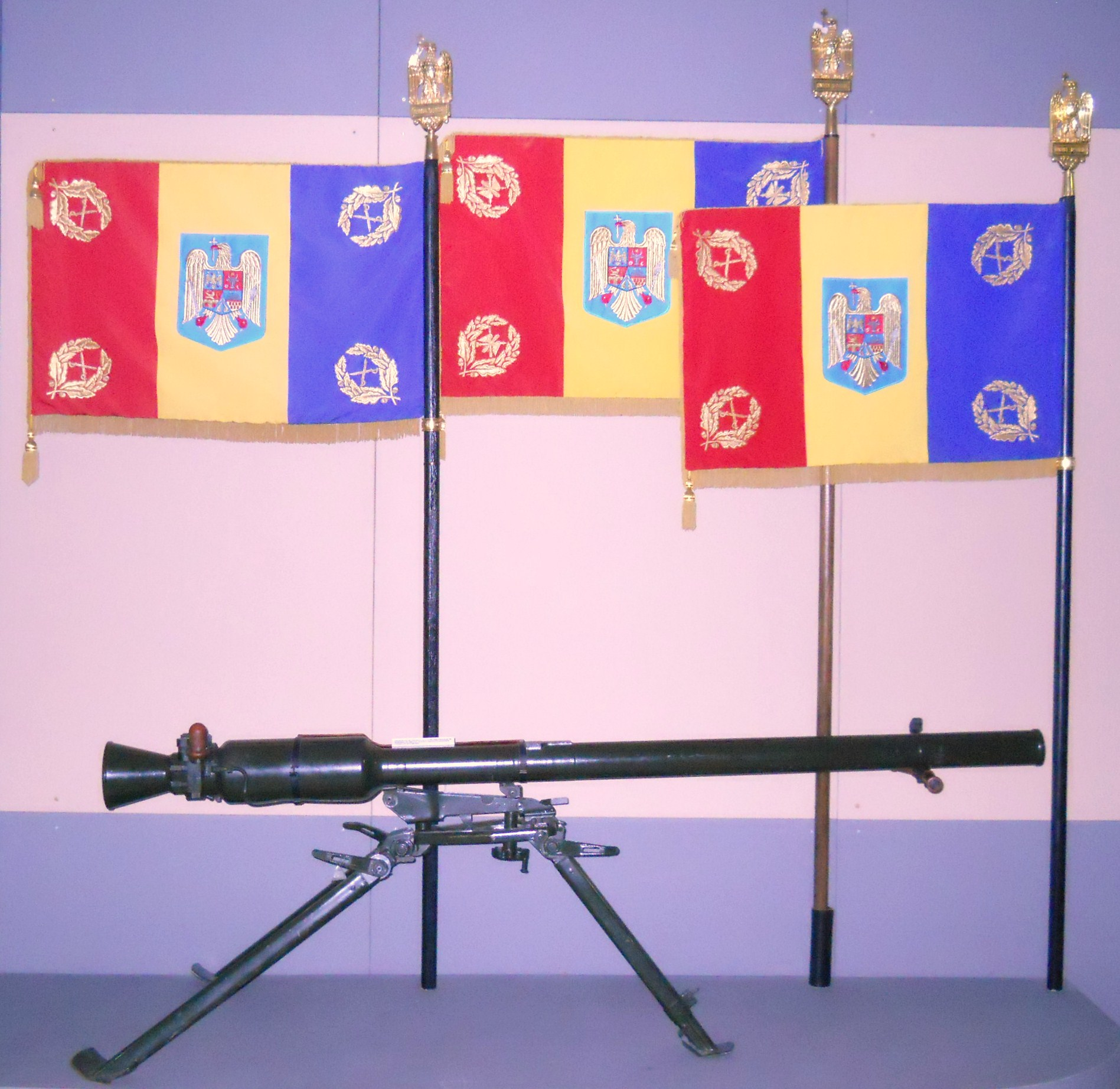
Rumänische Fahnen, davor rückstoßfreies Geschütz SPG-9
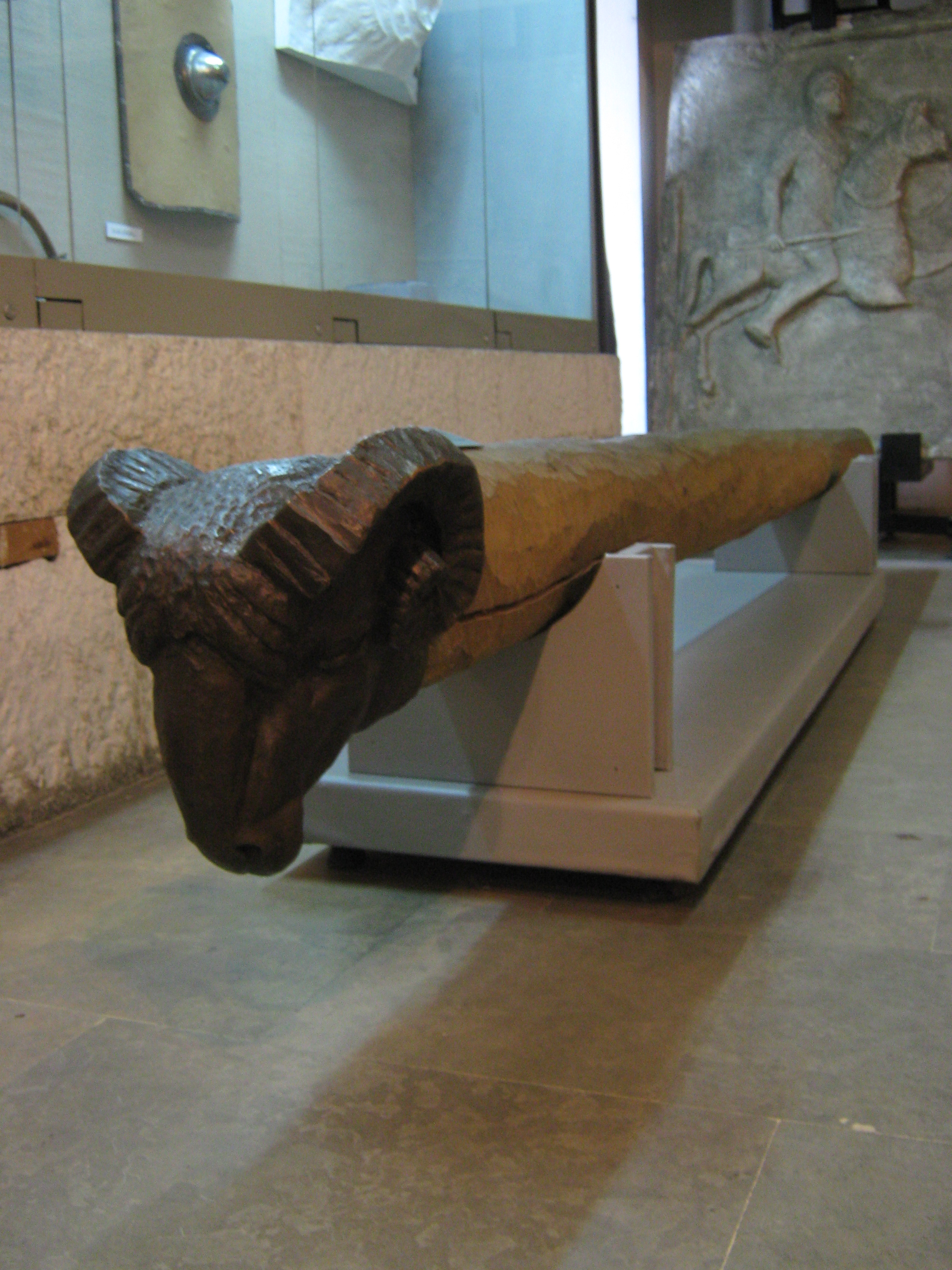
Römischer Rammbock
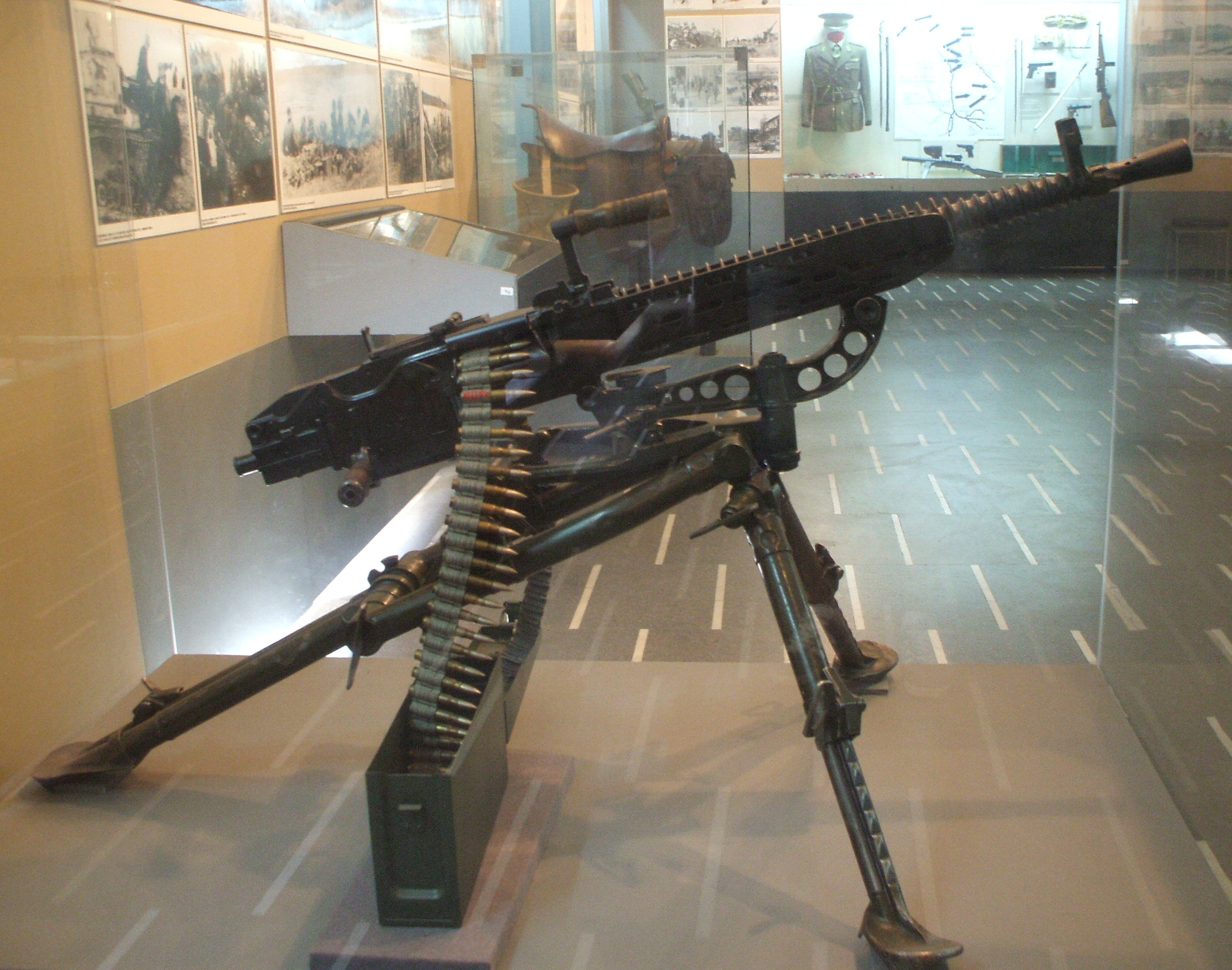
Tschechoslowakisches Maschinengewehr ZB vz. 37
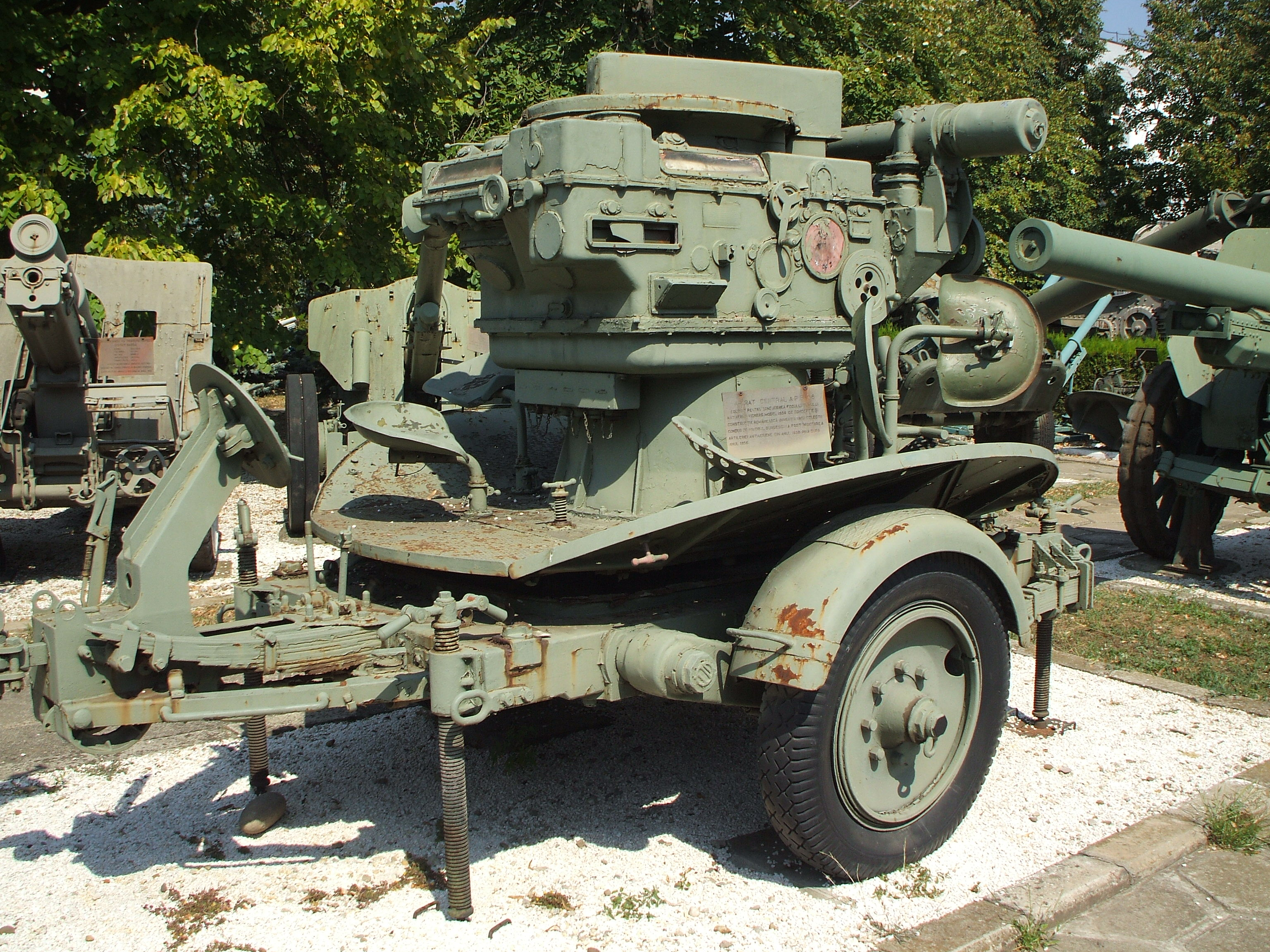
Rumänischer Feuerleitrechner Modell 1938
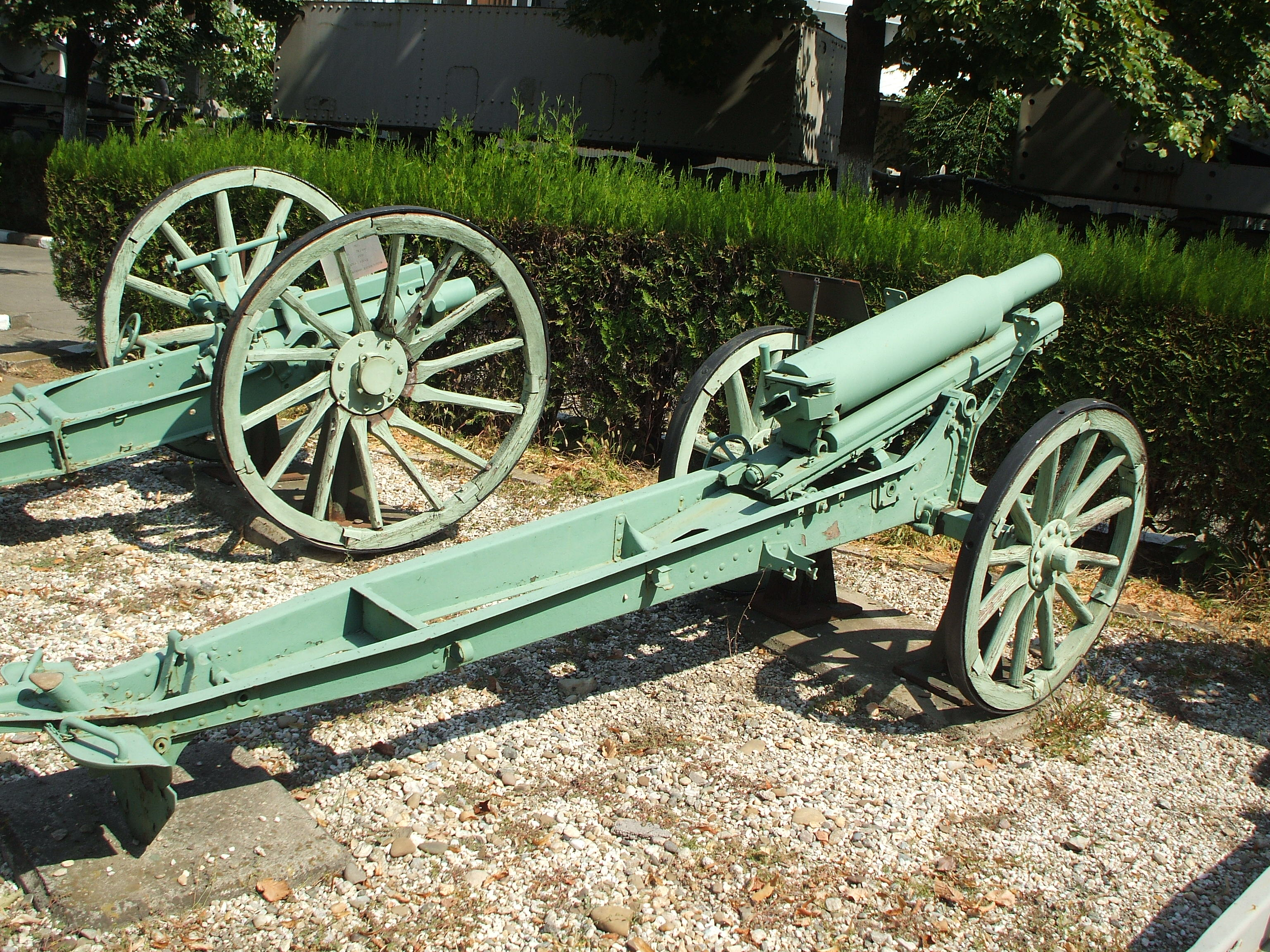
76,2-mm-Schneider-Putilov 1902
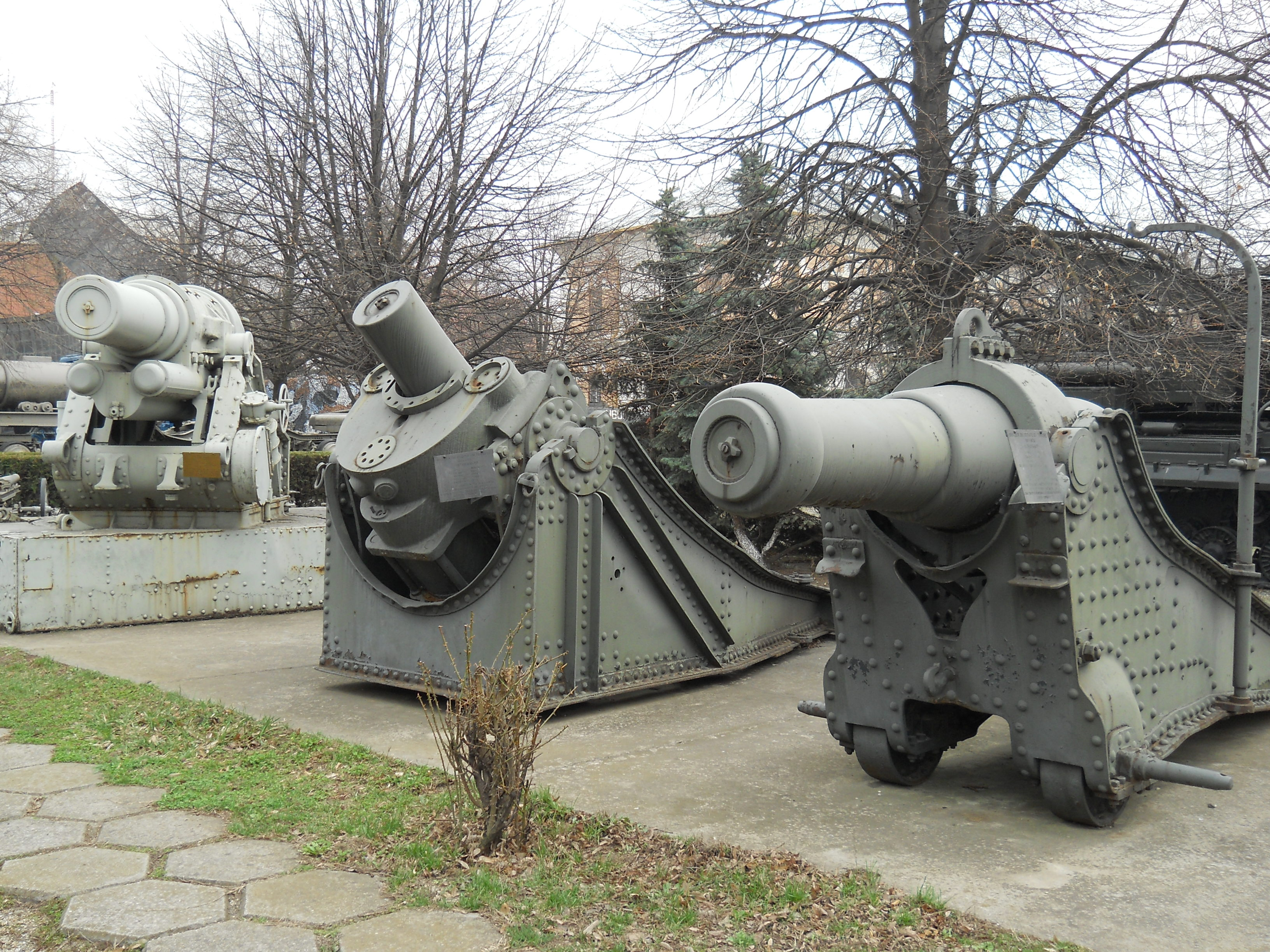
Schwere Mörser
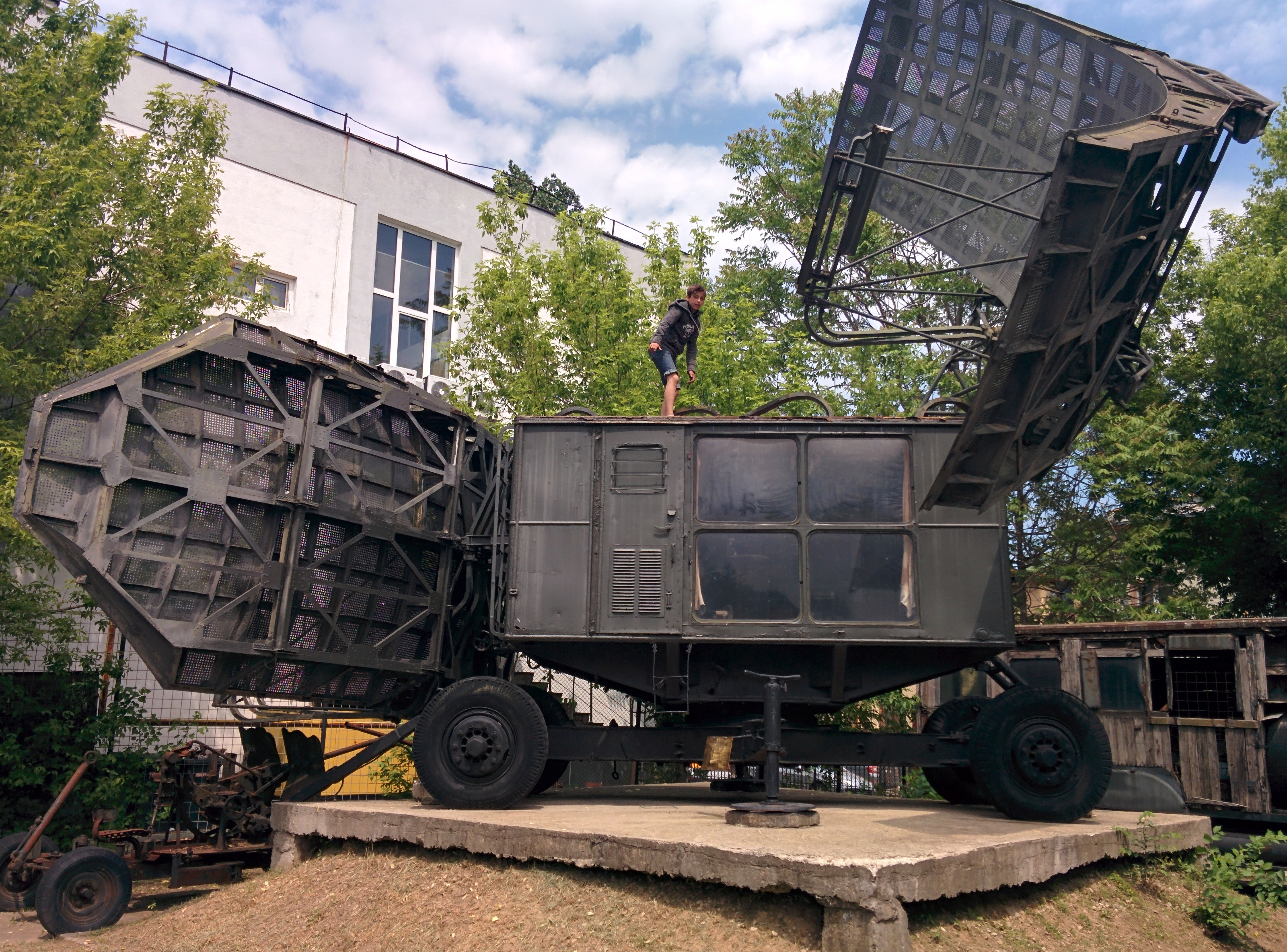
Radarstation P20
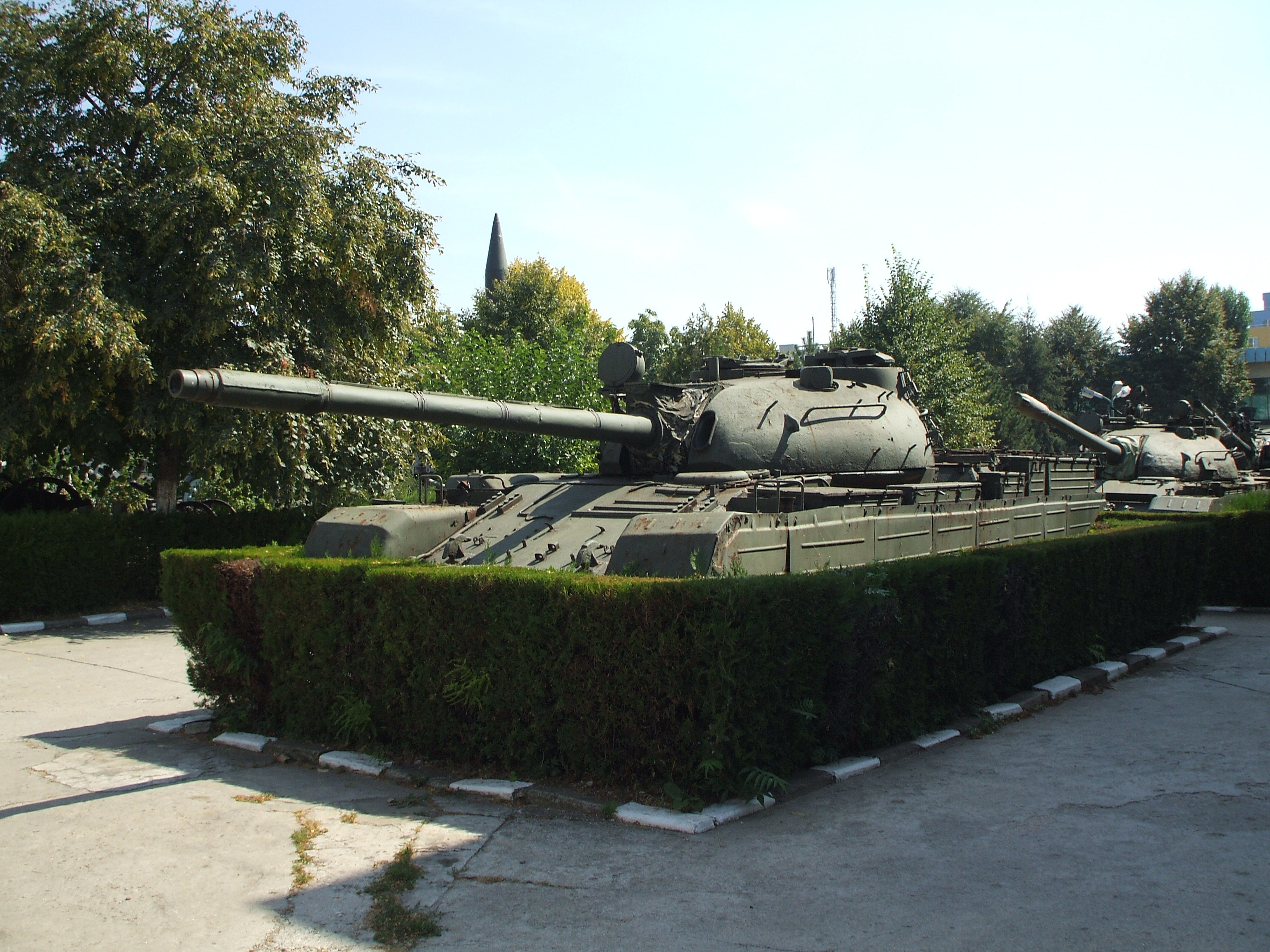
TR-800 Panzer